# تصوير الأنسجة الشعاعي
تصوير الأنسجة الشعاعي (بالإنجليزية: Historadiography)‏ هي تقنية كانت تُستخدم سابقًا في مجالات علم الأنسجة وعلم الأحياء الخلوي لتوفير معلومات دلالية فيما يتعلق بكثافة عينة الأنسجة، عادة ما يكون مرادفًا للتصوير الشعاعي المكروي.عن طريق وضع طبقة من الأنسجة الممعدنة (مثل العظام) في طبقات مع مستحلب فوتوغرافي على شريحة زجاجية وتعريض العينة لشعاع من الأشعة السينية ، بعد تطوير المستحلب يمكن رؤية الصورة الشعاعية الناتجة تحت المجهر، يمكن المقارنة مع شريحة تحتوي على صور إشعاعية لمواد مختلفة ذات كتلة معروفة أن توفر تقديرًا تقريبيًا للكتلة، وبالتالي تقديرًا تقريبيًا لتركيز أملاح الكالسيوم في العينة. واستخدم التصوير الشعاعي التاريخي لتصور تلطيخ الأنسجة (visualize staining of tissue)، مثل عينات النخاع الشوكي مع الصدر، والتي تحتوي على الثوريوم غير شفاف.